# Frankie Muniz
Francisco James Muniz IV (Ridgewood (New Jersey), 5 december 1985) is een Amerikaans acteur en coureur. In zijn verleden als kindster werd hij tweemaal genomineerd voor een Golden Globe, voor zijn hoofdrol in de televisieserie Malcolm in the Middle. Daarvoor kreeg hij onder meer een Satellite Award toegekend.

## Biografie
Muniz groeide op in Knightdale. Hij raakte geïnteresseerd in acteren toen hij zijn zus in een stuk zag. Niet veel later verscheen hij zelf in het theater in stukken als A Christmas Carol, The Sound of Music en The Wizard of Oz. In een aantal van deze opvoeringen speelde ook met Evan Rachel Wood. Nadat Muniz' ouders scheidden, verhuisde hij met zijn moeder naar Californië. Hij speelde in reclames en maakte na enkele televisiefilms in Lost & Found (1999) zijn debuut op het witte doek.
Muniz brak in 2000 door toen hij de titel- en hoofdrol kreeg als Malcolm Wilkerson in de televisieserie Malcolm in the Middle. Deze rol hield hij 150 afleveringen in zeven seizoenen (2000-2006) vol. Van 2001 tot en met 2003 sprak bij tevens de stem in van Chester McBadbat in de animatieserie The Fairly OddParents.
Muniz speelde gastrollen in onder meer Spin City, Sabrina, the Teenage Witch en The Simpsons. Hij liet zich van een totaal andere kant zien toen hij in 2007 als gestoorde seriemoordenaar verscheen in een aflevering van de misdaadserie Criminal Minds.
Sinds 2004 rijdt Muniz zelf als coureur mee in verschillende races. Muniz werd tevens drummer in de contractloze band You Hang Up.
Op 30 november 2012 maakte verschillende media bekend dat Muniz een kleine beroerte had gekregen. Ongeveer een jaar later was er sprake van een tweede. Volgens hen zou Muniz ten gevolge van die beroertes aan geheugenverlies lijden, veel herinneringen uit zijn kindertijd en acteerperiode vergeten te zijn en van bepaalde zaken niet weten of ze al dan niet echt gebeurd zijn. In 2021 verklaarde Muniz in een PodCast met Steve-O dat hij geen beroertes had, maar aanvallen van aura's. Hij heeft ook negen hersenschuddingen gehad. De media heeft zijn uitspraak "dat hij niet weet wat er in 2001 gebeurde" verkeerd geïnterpretteerd. Muniz wilde refereren naar de specifieke tijdstippen waarop hij een aanval had of tijdens de periodes dat hij herstelde van een hersenschudding. Daarbij legt hij ook uit dat iedereen zaken, toestanden, gesprekken, gebeurtenissen uit zijn leven vergeet.

## Filmografie
- 2000: Miracle in Lane 2
- 2000: My Dog Skip
- 2000: It Had to Be You
- 2001: Dr. Dolittle 2
- 2002: Big Fat Liar
- 2002: Deuces Wild
- 2003: Agent Cody Banks
- 2004: Agent Cody Banks 2: Destination London
- 2005: Racing Stripes
- 2006: Choose Your Own Adventure: The Abominable Snowman
- 2006: Stay Alive
- 2007: My Sexiest Year
- 2008: Extreme Movie
- 2010: The Legend of Secret Pass